# Премія YUNA (3-тя церемонія вручення)
«YUNA» — щорічна українська щорічна національна професійна музична премія. Третя церемонія вручення премії YUNA вшановувала найкращих в українській музиці за 2013 рік та відбувалась під гаслом «YUNA — музика об'єднує!»
16 грудня 2013 року в ресторані «Beluga Bar» у Києві були оголошені номінанти «YUNA-2014»
Церемонія відбулась 25 березня 2014 року в НПМ «Україна» у Києві. Телевізійну версію церемонії 29 березня о 22:30 показав телеканал «Інтер». Ведучим її був Потап. Режисером-постановником шоу був Павло Шилько, хореографом-постановником — Руслан Махов.
Переможців визначало 90 членів журі.

## Перебіг церемонії
Глядачі побачили шоу, яке складалось з 11 живих номерів:
- Хор Alice White — Гімн України
- KAZAKY — Crazy Law / Love
- НеАнгели — Роман
- Макс Барських — Колыбельная
- Alloise та Фагот (ТНМК) — Who's The Fool
- Alyosha — Точка на карте
- Влад Дарвін, Марта Рак, Галина Дубок, Софія Тарасова — Жизнь продолжается
- Потап та Время и Стекло — Попурі пісень Время и Стекло
- Jamala та струнний квартет Астурія — Чому квіти мають очі
- KAMALIYA — Butterflies / I'm Alive
- Аркадій Войтюк, Аїда Ніколайчук, Арсен Мірзоян, Ярослава, Alyosha, Дмитро Монатик, Время и Стекло, хор Alice White — Разом назавжди

## Номінанти та переможці
| Категорія            | Номінанти                                              |                                                        |
| -------------------- | ------------------------------------------------------ | ------------------------------------------------------ |
| Найкращий альбом     | • Земля — Океан Ельзи                                  | • Земля — Океан Ельзи                                  |
| Найкращий альбом     | • All Or Nothing — Джамала                             |                                                        |
| Найкращий альбом     | • Термінал Б — Бумбокс                                 |                                                        |
| Найкращий альбом     | • Не прекращай мечтать — Pianoбой                      |                                                        |
| Найкращий альбом     | • Зажигай сердце — Ані Лорак                           |                                                        |
| Найкраща пісня       | • 40 градусов — LOBODA                                 | • 40 градусов — LOBODA                                 |
| Найкраща пісня       | • Обійми — Океан Ельзи                                 |                                                        |
| Найкраща пісня       | • Стріляй — Океан Ельзи                                |                                                        |
| Найкраща пісня       | • Жизнь продолжается — Тіна Кароль                     |                                                        |
| Найкраща пісня       | • Помню — Тіна Кароль                                  |                                                        |
| Найкращий виконавець | • Іван Дорн                                            | • Іван Дорн                                            |
| Найкращий виконавець | • Арсен Мірзоян                                        |                                                        |
| Найкращий виконавець | • Віталій Козловський                                  |                                                        |
| Найкращий виконавець | • Макс Барських                                        |                                                        |
| Найкращий виконавець | • Влад Дарвін                                          |                                                        |
| Найкраща виконавиця  | • Тіна Кароль                                          | • Тіна Кароль                                          |
| Найкраща виконавиця  | • Ані Лорак                                            |                                                        |
| Найкраща виконавиця  | • Йолка                                                |                                                        |
| Найкраща виконавиця  | • LOBODA                                               |                                                        |
| Найкраща виконавиця  | • Джамала                                              |                                                        |
| Найкращий гурт       | • Океан Ельзи                                          | • Океан Ельзи                                          |
| Найкращий гурт       | • The Hardkiss                                         |                                                        |
| Найкращий гурт       | • Бумбокс                                              |                                                        |
| Найкращий гурт       | • DZIDZIO                                              |                                                        |
| Найкращий гурт       | • Pianoboy                                             |                                                        |
| Найкращий композитор | • Святослав Вакарчук                                   | • Святослав Вакарчук                                   |
| Найкращий композитор | • Потап                                                |                                                        |
| Найкращий композитор | • Влад Дарвін                                          |                                                        |
| Найкращий композитор | • Дмитро Шуров                                         |                                                        |
| Найкращий композитор | • MONATIK                                              |                                                        |
| Найкращий автор слів | • Святослав Вакарчук                                   | • Святослав Вакарчук                                   |
| Найкращий автор слів | • LOBODA                                               |                                                        |
| Найкращий автор слів | • Андрій «Кузьма» Скрябін                              |                                                        |
| Найкращий автор слів | • Віктор Бронюк                                        |                                                        |
| Найкращий автор слів | • Світлана Тарабарова                                  |                                                        |
| Найкращий автор слів | • Влад Дарвін                                          |                                                        |
| Найкращий відеокліп  | • LOBODA — «40 градусов» (реж. Володимир Шкляревський) | • LOBODA — «40 градусов» (реж. Володимир Шкляревський) |
| Найкращий відеокліп  | • Джамала — «У осени твои глаза» (реж. Віктор Вілкс)   |                                                        |
| Найкращий відеокліп  | • Тіна Кароль — «Помню» (реж. Ярослав Пілунський)      |                                                        |
| Найкращий відеокліп  | • Океан Ельзи — «Обійми» (реж. Говард Грінгем)         |                                                        |
| Найкращий відеокліп  | • Океан Ельзи — «Стріляй» (реж. Майк Брюс)             |                                                        |
| Відкриття року       | • Єва Бушміна                                          | • Єва Бушміна                                          |
| Відкриття року       | • Аіда Ніколайчук                                      |                                                        |
| Відкриття року       | • Аркадій Войтюк                                       |                                                        |
| Відкриття року       | • Ярослава                                             |                                                        |
| Відкриття року       | • Ангеліна Завальська                                  |                                                        |
| Найкращий дует       | • Ані Лорак та Григорій Лепс — «Зеркала»               | • Ані Лорак та Григорій Лепс — «Зеркала»               |
| Найкращий дует       | • Друга Ріка та Віра Брежнєва — «Скажи»                |                                                        |
| Найкращий дует       | • ALLOISE та Фагот — «Who's The Fool»                  |                                                        |
| Найкращий дует       | • Ірина Білик та ТіК — «Зима»                          |                                                        |
| Найкращий дует       | • неАнгелы та A-Dessa — «Сирень»                       |                                                        |
| Особливі досягнення  | • Скрябін                                              | • Скрябін                                              |

## Рейтинг
Згідно з даними компанії «GFK Ukraine» частка телеканалу «Інтер» на період трансляції церемонії (29 березня о 22:30) склала 10,9 %, комерційна аудиторія 18–54.